# TOMI-E
TOMI-E（男性、1975年 - ）は、日本のグラフィティアーティストである。東京都八王子市出身。

## 略歴
- 1990年ヒップホップカルチャーに影響を受け、15歳で単身渡米、アリゾナ・ユタ・ロサンゼルスなどを移動しながらグラフィティを独学で習得し、各地で活動。渡米中に出逢ったタイ、中国などのアジア出身のライター達とASIAN CAN CONTROLERZ（ACC）を発足し更に活動の場を拡げる。
- 1994年帰国後は独特のタッチのキャラクターで雑誌の連載や、数多くのアーティストのジャケットデザイン、ウォールペイントの制作を経て、企業ロゴや平面広告、ブランドコラボレーション、TV−CMに至るまで、幅広い展開を見せてきた。クライアントはJT、JRA、松下電器、キューピーなど。自身がデザインをしているブランド"ACC"は多くのアーティスト等から支持されている。
- 2006年にはTOMI-E自身をモデルとして取り上げられた映画「TAKI183」が公開された。現在は音楽・ファッション・広告業界にとどまらず、日本のグラフィティアーティストとしては初のコンテンポラリーアートへの進出に意欲的な活動を行っている。

## 人物
- グラフィティでの最初のギャラは仙台のクラブのペイントでの8万円だった。
- 活動開始当初は「tomie」で活動していたが、周りから「とみえさん、とみえさん」と呼ばれる事から「‐」を足し「tomi-e」になった。
- RINO LATINA Ⅱ,UZIと共に「Cuervo Hermanos」を結成し渋谷宇田川町にあるオルガンバーにて、月に一度「盃」というパーティーを行っていた。
- 「盃」は東京一危険なパーティーとして数時間で72本のテキーラが空き、多くのアーティストに恐れられた。
- 「Cuervo Hermanos」にはクエルボの流通会社、マキシマムジャパンがスポンサーとしてサポートしていた。
- 日本のヒップホップ界では大酒豪として有名で、阿櫻酒造とコラボした日本酒「富壱」が発売されている。
- グラフィティ＝落書きという一般的な概念を覆す為に、閉鎖的なグラフィティ業界では珍しくＴＶ.雑誌、映画等に積極的に露出している。
- 作品は下書きは一切描かず一発勝負にこだわりを持っている。

## 作品等

### 個展
- 2003年 - 「KANSHA"SPINE OF THE HIPHOP」（旧軽井沢森ノ美術館）
- 2008年
  - 「TOMI-Exhibition」（銀座SHINWA ART MUSEUM）
  - 「アートフェア東京2008」（東京国際フォーラム）
- 2010年
  - 「画集THE COLLECTED WORKS of TOMI-E "富壱" 出版記念展」（三田アート画廊）
  - 「アートフェア東京2010」（東京国際フォーラム）
- 2011年 - 「アートフェア東京2011」（東京国際フォーラム）
- 2012年 - 「アートフェア東京2012」（東京国際フォーラム）
- 2013年 -「特別展覧会 ”艶” TOKYO LOVERS by 富壱」（銀座幸伸ギャラリー）
- 2016年 - 「Exposition」（Fred Segal MAURO cafe）

### 出版
- 2001年
- 「勘寫」GRAFFITI VIDEO
- 「LEAPAINT TOMI−E+木内あきら+若杉憲司」作品集
- 2003年 - 「勘寫其の弐誕者」GRAFFITI VIDEO&DVD
- 2010年 - 「TOMI-E 富」画集
- 2018年 - 「富壱 tomi-e」"艶"  画集

### CD＆ARTIST LOGO
- 1994年
  - dj honda「dj honda REMIXIES」(CDジャケット)
- 1995年
  - コンピレーション「THE BEST OF JAPANESE HIPHOP」(CDジャケット&LOGO)
- 1998年
  - ラッパ我リヤ｢ラッパ我リヤ｣(Main Logo)
  - ｢SUPER HARD｣(CDジャケット)
  - ｢ラッパ我リヤRemix伝説｣(CDジャケット)
  - ｢ヤパスギルスキル｣(CDジャケット)
  - ｢3on3｣(CDジャケット)
- 1999年
  - DJ YUZE「Before Da Human Inhabitation Of Marz...」
- 2000年
  - 「BACKGAMMON」(CDジャケット)
  - 「Guerrilla Growing」(CDジャケット)
  - 「3rd EYE CONTACT」(CDジャケット)
  - 「Guerrilla Growing Platinum」(CD&アナログ盤ジャケット)
  - DJ PATRICK「MAX PAT BLEND」「MAX PAT JOINT」
  - DJ AMEKEN「SLOW BURNING」VOL.1.2.3.4
- 2001年
  - RINO LATINA Ⅱ 「R.L.Ⅱ」(Main Logo＆デザイン)
  - 「R.L.Ⅱ」(CDジャケッﾄ)
  - ｢CARNIVAL OF RINO｣(CDジャケット)
  - 「東京鉄コン筋クリートジャングル弐零零弐式REMIX」(CDジャケット)
- 2002年
  - INDEMORAL「INDEMORAL」(LOGO)
  - GK MARYAN「KEEP ON MOVING 2」(CD盤面)
  - コンピレーション「Guerrilla Growing Platinum」(CD&アナログ盤ジャケット)
  - D.M.C「D.M.C」(CDジャケット＆LOGO)
  - dj honda＆PMD「UNDERGROUND CONNECTION」(ＣＤジャケット)
  - REAL STAILA「前代未聞」(即興ART作品提供)
  - DJ TANAKEN「STILL GROWING」
- 2003年
  - Ganxsta D.X「Ganxsta Radio FM187'」(CDジャケット)
  - KAMINARI-KAZOKU「大災害」(タイトルLOGO)
  - えん突つオールスターズ「えん突つサンプラーVOL.1」(タイトルLOGO)
  - DJ AMEKEN「TOMI-E 勘寫 ＯＮ ＳＬＯＷ ＢＵＲＮＩＮＧ」
  - ROMERO SP「ROMERO GONE WILD VOL.1」
- 2004年
  - KAMINARI-KAZOKU「330 LIVE DVD at Tokyo Shibuya O-EAST」
  - KAMINARI-KAZOKU「Brotha soul brotha」（vinyl）
- 2005年
  - 565「SAMURAI SWORD」
  - えん突つオールスターズ「えん突つサンプラーVOL.2」
- 2006年
  - RINO LATINA Ⅱ 「TAKI183 TRACKS」
  - DJ TANAKEN「STELL GROWING」
  - MUCCA「DIGNITY」
- 2008年
  - MINORITY BOYS「IZM WILL NEVER DIE」
- 2010年
  - ナイトメア Ruka ソロプロジェクト「The LEGENDARY SIX NINE」
- 2014年
  - UZI「フジヤマ」
- 2015年
  - PIT-GOb 「I Wanna Be...」

- 2016年
  - AI 「THE FEAT. BEST」

### 広告等
- 1998年	JRA「HOT SUMMER JRA」
- 2002年 「パチスロ攻略マガジンスペシャル」表紙デザイン
- 2003年	Panasonic「D-snap」
- 2004年	日本たばこ産業「MILD SEVEN」プレミアムキャンペーン
- 2006年
  - キユーピーマヨネーズ
  - 春『アスパラと新タマネギのマヨネーズ炒め』篇
  - 夏『ゴーヤとトマトの夏サラダ』篇
  - 秋『野菜たっぷりポテトサラダ』篇
  - 冬『ブロッコリーとタラのマヨネーズ焼』篇
- 2011年  RICOH CX5 featuring TOMI-E
- 2022年 シボレー カマロ　「FIND THE BEAST WITHIN」

### ブランド・コラボレーション
- 1997年 -「CASIO G-SHOCK」
- 1998年 -「BEAMS」
- 2000年 -「PNB」
- 2001年
  - 「FUTURE SHOCK」
  - 「ONE RIDE」
  - 「MONOHON」
  - 「h」
- 2002年
  - 「STRIDE」(UK) TOMI－E model Shoes Package Design
  - 「SCENARIO」
  - 「BROCKEN」
- 2003年 -「FRIP THE SCRIPT」
- 2004年 - 「GARCIA MARQUEZ」
- 2006年 - 「COACH 65th Anniversary」
- 2008年 -「Black Flys」
- 2010年 - 「Emadoll」
- 2011年 - 「阿櫻酒造 阿櫻 純米大吟醸 無濾過原酒 富壱ボトル」
- 2015年 
  - 「GaGa MILANO 」
  - 「FRED」